# Rom E-Prix 2019
Der Rom E-Prix 2019 (offiziell: 2019 Geox Rome E-Prix) fand am 13. April auf dem Circuito cittadino dell’EUR in Rom statt und war das siebte Rennen der FIA-Formel-E-Meisterschaft 2018/19. Außerdem war es der Auftakt der voestalpine European Races, einer Sonderwertung innerhalb der Meisterschaft. Es handelte sich um den zweiten Rom E-Prix.

## Bericht

### Hintergrund
Nach dem Sanya E-Prix führte António Félix da Costa in der Fahrerwertung mit einem Punkten vor Jérôme D’Ambrosio und mit acht Punkten vor den punktgleichen Jean-Éric Vergne und Sam Bird. In der Teamwertung war Virgin Racing punktgleich mit Mahindra Racing, beide hatten einen Punkt Vorsprung auf Audi Sport ABT Schaeffler.
Bei Dragon Racing ersetzte Maximilian Günther bei diesem Rennen Felipe Nasr, da Nasr wegen seines Engagements in der IMSA WeatherTech SportsCar Championship verhindert war. Nelson Piquet jr. wurde bei Jaguar Racing vor dem Rennen durch Alex Lynn ersetzt. Es war somit der erste E-Prix, an dem Piquet nicht teilnahm.
Mit Bird trat ein ehemaliger Sieger zu diesem Rennen an.
Daniel Abt, Sébastien Buemi, Lucas di Grassi, Félix da Costa und Stoffel Vandoorne erhielten im Rennen einen sogenannten Fanboost, sie durften die Leistung ihres Fahrzeugs nach der 23. Minute des Rennens einmal auf 240 kW bis 250 kW erhöhen und so bis zu 100 Kilojoule Energie zusätzlich verwenden. Buemi erhielt seinen 33. Fanboost in der FIA-Formel-E-Meisterschaft, di Grassi seinen 29. und Abt seinen 24. Felix da Costa und Vandoorne erhielten jeweils zum siebten Mal die Zusatzenergie, jedes Mal in dieser Saison.

### Training
Im ersten freien Training fuhr Oliver Rowland in 1:29,738 Minuten die Bestzeit vor Vergne und di Grassi.
Vergne fuhr in 1:29,270 Minuten die schnellste Runde im zweiten freien Training vor Félix da Costa und Buemi.

### Qualifying
Das Qualifying begann um 12:00 Uhr und fand in vier Gruppen zu je fünf oder sechs Fahrern statt, jede Gruppe hatte sechs Minuten Zeit, in der die Piloten maximal eine gezeitete Runde mit einer Leistung 200 kW und anschließend maximal eine gezeitete Runde mit einer Leistung von 250 kW fahren durften. André Lotterer war mit einer Rundenzeit von 1:29,761 Minuten Schnellster.
Die sechs schnellsten Fahrer fuhren anschließend im Superpole genannten Einzelzeitfahren die ersten sechs Positionen aus. Vor der Superpole regnete es kurzzeitig, die Strecke trocknete dann aber wieder ab. Lotterer sicherte sich mit einer Rundenzeit von 1:32,123 Minuten die Pole-Position und damit drei Punkte. Die weiteren Positionen belegten Mitch Evans, José María López, Vandoorne, Günther und Buemi. DS Techeetah übernahm mit diesen drei Punkten die Führung in der Teamwertung.

### Rennen
Das Rennen ging über eine Zeit von 45 Minuten zuzüglich einer Runde. Jeder Fahrer musste den Attack-Mode zweimal aktivieren, nach der Aktivierung leistete das Fahrzeug für eine Zeit von vier Minuten maximal 225 kW statt 200 kW.
Evans gewann das Rennen vor Lotterer und Vandoorne. Es war der erste Sieg für Evans und für Jaguar Racing in der FIA-Formel-E-Meisterschaft. Für Vandoorne und HWA Racelab war es das erste Podiumsresultat in der Meisterschaft. Die restlichen Punkteplatzierungen belegten Robin Frijns, Buemi, Rowland, di Grassi, D’Ambrosio, Félix da Costa und Wehrlein. Der Punkt für die schnellste Rennrunde für den ersten Zehn ging an Buemi.
D’Ambrosio übernahm wieder die Führung in der Gesamtwertung vor Félix da Costa, Lotterer war nun Dritter. In der Teamwertung führte DS Techeetah nun vor Virgin und Audi.

## Meldeliste
Alle Teams und Fahrer verwendeten Reifen von Michelin.
| Team                                     | Fahrzeug           | Nr. | Fahrer                 |
| ---------------------------------------- | ------------------ | --- | ---------------------- |
| Audi Sport ABT Schaeffler Formula E Team | Audi e-tron FE05   | 11  | Lucas di Grassi        |
| Audi Sport ABT Schaeffler Formula E Team | Audi e-tron FE05   | 66  | Daniel Abt             |
| DS Techeetah                             | DS E-Tense FE 19   | 25  | Jean-Éric Vergne       |
| DS Techeetah                             | DS E-Tense FE 19   | 36  | André Lotterer         |
| Envision Virgin Racing                   | Audi e-tron FE05   | 02  | Sam Bird               |
| Envision Virgin Racing                   | Audi e-tron FE05   | 04  | Robin Frijns           |
| Mahindra Racing                          | Mahindra M5Electro | 64  | Jérôme D’Ambrosio      |
| Mahindra Racing                          | Mahindra M5Electro | 94  | Pascal Wehrlein        |
| Nissan e.dams                            | Nissan IM01        | 22  | Oliver Rowland         |
| Nissan e.dams                            | Nissan IM01        | 23  | Sébastien Buemi        |
| Panasonic Jaguar Racing                  | Jaguar I-Type III  | 03  | Alex Lynn              |
| Panasonic Jaguar Racing                  | Jaguar I-Type III  | 20  | Mitch Evans            |
| Venturi Formula E Team                   | Venturi VFE05      | 19  | Felipe Massa           |
| Venturi Formula E Team                   | Venturi VFE05      | 48  | Edoardo Mortara        |
| NIO Formula E Team                       | NIO Sport 004      | 08  | Tom Dillmann           |
| NIO Formula E Team                       | NIO Sport 004      | 16  | Oliver Turvey          |
| Geox Dragon                              | PENSKE EV-3        | 06  | Maximilian Günther     |
| Geox Dragon                              | PENSKE EV-3        | 07  | José María López       |
| BMW i Andretti Motorsport                | BMW iFE.18         | 27  | Alexander Sims         |
| BMW i Andretti Motorsport                | BMW iFE.18         | 28  | António Félix da Costa |
| HWA Racelab                              | Venturi VFE05      | 05  | Stoffel Vandoorne      |
| HWA Racelab                              | Venturi VFE05      | 17  | Gary Paffett           |

## Klassifikationen

### Qualifying
| Pos.                                                                   | Fahrer                 | Team                                     | Zeit       | Superpole | Start |
| ---------------------------------------------------------------------- | ---------------------- | ---------------------------------------- | ---------- | --------- | ----- |
| 01                                                                     | André Lotterer         | DS Techeetah                             | 1:29,761   | 1:32,123  | 01    |
| 02                                                                     | Mitch Evans            | Panasonic Jaguar Racing                  | 1:29,942   | 1:32,483  | 02    |
| 03                                                                     | José María López       | Geox Dragon                              | 1:30,099   | 1:32,906  | 03    |
| 04                                                                     | Stoffel Vandoorne      | HWA Racelab                              | 1:30,207   | 1:33,233  | 04    |
| 05                                                                     | Maximilian Günther     | Geox Dragon                              | 1:30,277   | 1:35,640  | 05    |
| 06                                                                     | Sébastien Buemi        | Nissan e.dams                            | 1:30,341   | 1:36,331  | 06    |
| 07                                                                     | Edoardo Mortara        | Venturi Formula E Team                   | 1:30,397   | –         | 07    |
| 08                                                                     | Robin Frijns           | Envision Virgin Racing                   | 1:30,422   | –         | 08    |
| 09                                                                     | Pascal Wehrlein        | Mahindra Racing                          | 1:30,609   | –         | 14    |
| 10                                                                     | Felipe Massa           | Venturi Formula E Team                   | 1:30,623   | –         | 09    |
| 11                                                                     | Oliver Rowland         | Nissan e.dams                            | 1:30,723   | –         | 10    |
| 12                                                                     | António Félix da Costa | BMW i Andretti Motorsport                | 1:30,804   | –         | 11    |
| 13                                                                     | Sam Bird               | Envision Virgin Racing                   | 1:30,880   | –         | 12    |
| 14                                                                     | Lucas di Grassi        | Audi Sport ABT Schaeffler Formula E Team | 1:30,977   | –         | 13    |
| 15                                                                     | Gary Paffett           | HWA Racelab                              | 1:30,980   | –         | 15    |
| 16                                                                     | Jean-Éric Vergne       | DS Techeetah                             | 1:31,016   | –         | 16    |
| 17                                                                     | Daniel Abt             | Audi Sport ABT Schaeffler Formula E Team | 1:31,043   | –         | 17    |
| 18                                                                     | Oliver Turvey          | NIO Formula E Team                       | 1:31,043   | –         | 18    |
| 19                                                                     | Jérôme D’Ambrosio      | Mahindra Racing                          | 1:31,192   | –         | 19    |
| 20                                                                     | Tom Dillmann           | NIO Formula E Team                       | 1:31,220   | –         | 20    |
| 110-Prozent-Zeit: 1:38,737 min (bezogen auf Bestzeit von 1:29,761 min) |                        |                                          |            |           |       |
| 21                                                                     | Alex Lynn              | Panasonic Jaguar Racing                  | 1:39,657   | –         | 21    |
| 22                                                                     | Alexander Sims         | BMW i Andretti Motorsport                | keine Zeit | –         | 22    |

Anmerkungen
1. ↑  Wehrlein wurde um fünf Positionen nach hinten versetzt, da er im freien Training bei roten Flaggen zu schnell gefahren war.
2. ↑  Die schnellste Runde von Lynn wurde gestrichen, da er kurzzeitig mehr als die maximal erlaubten 250 kW Leistung verwendete.
3. ↑  Lynn wurde erlaubt zu starten, da er im freien Training ausreichend schnell gewesen war.
4. ↑  Sims wurde erlaubt zu starten, da er im freien Training ausreichend schnell gewesen war.

### Rennen
| Pos. | Fahrer                 | Team                                     | Runden | Zeit        | Start | Schnellste Runde |
| ---- | ---------------------- | ---------------------------------------- | ------ | ----------- | ----- | ---------------- |
| 01   | Mitch Evans            | Panasonic Jaguar Racing                  | 29     | 1:33:51,140 | 02    | 1:32,291 (23.)   |
| 02   | André Lotterer         | DS Techeetah                             | 29     | + 0,979     | 01    | 1:32,100 (21.)   |
| 03   | Stoffel Vandoorne      | HWA Racelab                              | 29     | + 6,399     | 04    | 1:32,824 (22.)   |
| 04   | Robin Frijns           | Envision Virgin Racing                   | 29     | + 9,181     | 08    | 1:32,371 (26.)   |
| 05   | Sébastien Buemi        | Nissan e.dams                            | 29     | + 9,778     | 06    | 1:31,499 (28.)   |
| 06   | Oliver Rowland         | Nissan e.dams                            | 29     | + 11,262    | 10    | 1:32,255 (29.)   |
| 07   | Lucas di Grassi        | Audi Sport ABT Schaeffler Formula E Team | 29     | + 24,340    | 13    | 1:32,273 (25.)   |
| 08   | Jérôme D’Ambrosio      | Mahindra Racing                          | 29     | + 28,633    | 19    | 1:32,400 (28.)   |
| 09   | António Félix da Costa | BMW i Andretti Motorsport                | 29     | + 30,651    | 11    | 1:32,041 (27.)   |
| 10   | Pascal Wehrlein        | Mahindra Racing                          | 29     | + 30,735    | 14    | 1:32,281 (24.)   |
| 11   | Sam Bird               | Envision Virgin Racing                   | 29     | + 32,272    | 12    | 1:32,409 (28.)   |
| 12   | Alex Lynn              | Panasonic Jaguar Racing                  | 29     | + 42,238    | 21    | 1:32,995 (23.)   |
| 13   | Oliver Turvey          | NIO Formula E Team                       | 29     | + 48,616    | 18    | 1:33,328 (21.)   |
| 14   | Jean-Éric Vergne       | DS Techeetah                             | 29     | + 49,732    | 16    | 1:31,016 (27.)   |
| 15   | Tom Dillmann           | NIO Formula E Team                       | 29     | + 52,253    | 20    | 1:33,582 (15.)   |
| 16   | José María López       | Geox Dragon                              | 29     | + 1:10,373  | 03    | 1:32,906 (27.)   |
| 17   | Alexander Sims         | BMW i Andretti Motorsport                | 29     | + 1:11,373  | 22    | 1:32,435 (07.)   |
| 18   | Daniel Abt             | Audi Sport ABT Schaeffler Formula E Team | 28     | DNF         | 17    | 1:32,498 (25.)   |
| 19   | Maximilian Günther     | Geox Dragon                              | 28     | DNF         | 05    | 1:33,429 (16.)   |
| –    | Felipe Massa           | Venturi Formula E Team                   | 11     | DNF         | 09    | 1:33,848 (08.)   |
| –    | Edoardo Mortara        | Venturi Formula E Team                   | 08     | DNF         | 07    | 1:33,642 (07.)   |
| –    | Gary Paffett           | HWA Racelab                              | 0      | DNF         | 15    | –                |

Anmerkungen
1. ↑  Félix da Costa erhielt nachträglich eine Fünf-Sekunden-Strafe, weil sein Batterieladestand in der Startaufstellung nicht den vorgegebenen Parametern entsprach.
2. ↑  Vergne erhielt nachträglich eine Durchfahrtstrafe, die in eine Zeitstrafe von 37 Sekunden umgewandelt wurde, weil er während der Full-Course-Yellow überholt hatte.
3. ↑  Günther erhielt nachträglich eine Durchfahrtstrafe, die in eine Zeitstrafe von 37 Sekunden umgewandelt wurde, weil er den Attack-Mode nur einmal verwendet hatte.
4. ↑  Günther erhielt nachträglich eine Fünf-Sekunden-Strafe, da er während der Full-Course-Yellow 52 km/h statt der erlaubten 50 km/h gefahren war.

## Meisterschaftsstände nach dem Rennen
Die ersten Zehn des Rennens bekamen 25, 18, 15, 12, 10, 8, 6, 4, 2 bzw. 1 Punkt(e). Zusätzlich gab es drei Punkte für die Pole-Position und einen Punkt für den Fahrer unter den ersten Zehn, der die schnellste Rennrunde erzielte.

### Fahrerwertung
| Pos. | Fahrer                 | Team                                     | Punkte |
| ---- | ---------------------- | ---------------------------------------- | ------ |
| 01   | Jérôme D’Ambrosio      | Mahindra Racing                          | 65     |
| 02   | António Félix da Costa | BMW i Andretti Motorsport                | 64     |
| 03   | André Lotterer         | DS Techeetah                             | 62     |
| 04   | Mitch Evans            | Panasonic Jaguar Racing                  | 61     |
| 05   | Lucas di Grassi        | Audi Sport ABT Schaeffler Formula E Team | 58     |
| 06   | Robin Frijns           | Envision Virgin Racing                   | 55     |
| 07   | Jean-Éric Vergne       | DS Techeetah                             | 54     |
| 08   | Sam Bird               | Envision Virgin Racing                   | 54     |
| 09   | Edoardo Mortara        | Venturi Formula E Team                   | 52     |
| 10   | Daniel Abt             | Audi Sport ABT Schaeffler Formula E Team | 44     |
| 11   | Pascal Wehrlein        | Mahindra Racing                          | 37     |
| 12   | Oliver Rowland         | Nissan e.dams                            | 35     |

| Pos. | Fahrer             | Team                      | Punkte |
| ---- | ------------------ | ------------------------- | ------ |
| 13   | Sébastien Buemi    | Nissan e.dams             | 34     |
| 14   | Stoffel Vandoorne  | HWA Racelab               | 18     |
| 15   | Alexander Sims     | BMW i Andretti Motorsport | 18     |
| 16   | Felipe Massa       | Venturi Formula E Team    | 15     |
| 17   | Oliver Turvey      | NIO Formula E Team        | 6      |
| 18   | Gary Paffett       | HWA Racelab               | 4      |
| 19   | José María López   | Geox Dragon               | 2      |
| 20   | Nelson Piquet jr.  | Panasonic Jaguar Racing   | 1      |
| 21   | Tom Dillmann       | NIO Formula E Team        | 0      |
| 22   | Maximilian Günther | Geox Dragon               | 0      |
| 23   | Felipe Nasr        | Geox Dragon               | 0      |
| –    | Felix Rosenqvist   | Mahindra Racing           | 0      |

### Teamwertung
| Pos. | Team                                     | Punkte |
| ---- | ---------------------------------------- | ------ |
| 01   | DS Techeetah                             | 123    |
| 02   | Envision Virgin Racing                   | 109    |
| 03   | Audi Sport ABT Schaeffler Formula E Team | 102    |
| 04   | Mahindra Racing                          | 102    |
| 05   | BMW i Andretti Motorsport                | 82     |
| 06   | Venturi Formula E Team                   | 67     |

| Pos. | Team                    | Punkte |
| ---- | ----------------------- | ------ |
| 07   | Nissan e.dams           | 65     |
| 08   | Panasonic Jaguar Racing | 62     |
| 09   | HWA Racelab             | 22     |
| 10   | NIO Formula E Team      | 6      |
| 11   | Geox Dragon             | 2      |